# اس‌ام یوبی-۴۲
اس‌ام یوبی-۴۲ (به انگلیسی: SM UB-42) یک زیردریایی است. این زیردریایی در سال ۱۹۱۶ ساخته شد.